# ضياء الوكيل
ضياء الوكيل مستشار وناطق رسمي سابق بأسم القوات المسلحة ووزارة الدفاع العراقية وقيادة عمليات بغداد للفترة ( 2012-2013)

## دراسته
– أكمل دراسته الابتدائية في مدرسة زيد الابتدائية في شارع الكفاح.
– اكمل دراسته المتوسطة في متوسطة سيناء.
– أكمل دراسته الاعدادية في ثانوية الشهيد محمد سليمان.
– إنضم للكلية العسكرية عام 1986 وتخرج عام 1988.– درس القانون في جامعة بغداد عام 1988 وتخرج عام 1992.
– حاصل على الدبلوم العالي في الاعلام عام 1995.

## الرتب العسكرية
تدرج في الرتب العسكرية حتى وصل إلى رتبة عميد.

## المؤلفات
– له ثلاث مؤلفات في الحرب الاعلامية المعاصرة
– له كتابات وآراء منشورة في موضوعة الحرب النفسية والاعلام المضاد

## المراكز التي شغلها مؤخرا
– شغل مهمة المتحدث باسم مستشارية الأمن القومي عام 2009
– شغل مهمة المستشار الاعلامي لخلية الأزمة في رئاسة الوزراء 2010
- شغل مهمة مدير إعلام وزارة الدفاع وكالة 2011
- شغل مهمة الناطق الرسمي لمكتب القائد العام للقوات المسلحة ووزارة الدفاع وقيادة عمليات بغداد ( 2012 – 2013)
– مصنّف بدرجة خبير دولي من قبل اليونسكوعام 1998